# I Ain't Lyin'
I Ain't Lyin'… — сольний альбом американського виконавця на губній гармоніці Чарлі Масселвайта, записаний наживо на Фестивалі Місячної долини (Valley of the Moon Vintage Festival) у Сономі, Каліфорнія. Реліз відбувся 2015 року на власному лейблі Henrietta Records.
Окремі частини альбому були записані на студії Clarksdale Soundstage (Кларксдейл, штат Міссісіпі) 12 грудня 2014 року. Там же відбулось мікшування і остаточна обробка. Продюсувала альбом дружина Чарлі, Генрієтта Масселвайт. Серед музикантів супроводу басиста Майка Філліпса замінив Стів Фроберг. Альбом стилістично продовжує попередній, так само наживо записаний Juke Joint Chapel (2012), і має з ним дві однакові композиції: «Blues, Why Do You Worry Me?» Масселвайта та «Christo Redentor» Дюка Пірсона.
На відміну від попереднього Juke Joint Chapel, альбом містить лише два кавери, вже згаданий «Christo Redentor»  та «Done Somebody Wrong» Елмора Джеймса, автором решти пісень є Масселвайт.
Критика оцінила альбом дуже позитивно, окремо відзначена майстерна робота гітариста .

## Список композицій
| Трек | Назва                           | Автори                                      | Тривалість |
| ---- | ------------------------------- | ------------------------------------------- | ---------- |
| 1    | «Good Blues Tonight»            | Чарлі Масселвайт                            | 4:03       |
| 2    | «Done Somebody Wrong»           | Кларенс Л. Льюїс, Елмор Джеймс, Морріс Леві | 4:16       |
| 3    | «Long Lean Lanky Mama»          | Чарлі Масселвайт                            | 4:50       |
| 4    | «Always Been Your Friend»       | Чарлі Масселвайт                            | 3:29       |
| 5    | «If I Should Have Bad Luck»     | Чарлі Масселвайт                            | 5:59       |
| 6    | «My Kinda Gal»                  | Чарлі Масселвайт                            | 7:38       |
| 7    | «Blues, Why Do You Worry Me?»   | Чарлі Масселвайт                            | 4:57       |
| 8    | «300 Miles To Go»               | Чарлі Масселвайт                            | 4:48       |
| 9    | «Long Leg Woman»                | Чарлі Масселвайт                            | 6:17       |
| 10   | «Christo Redentor»              | Дюк Пірсон                                  | 5:54       |
| 11   | «Good Blues Tonight (Unedited)» | Чарлі Масселвайт                            | 5:32       |

## Виконавці
- Чарлі Масселвайт — губна гармоніка, вокал
- Стів Фроберг — бас-гітара
- Джун Кор — барабани
- Метт Стаббс — гітара

- Продюсер — Генрієтта Масселвайт